# Lipa sądowa

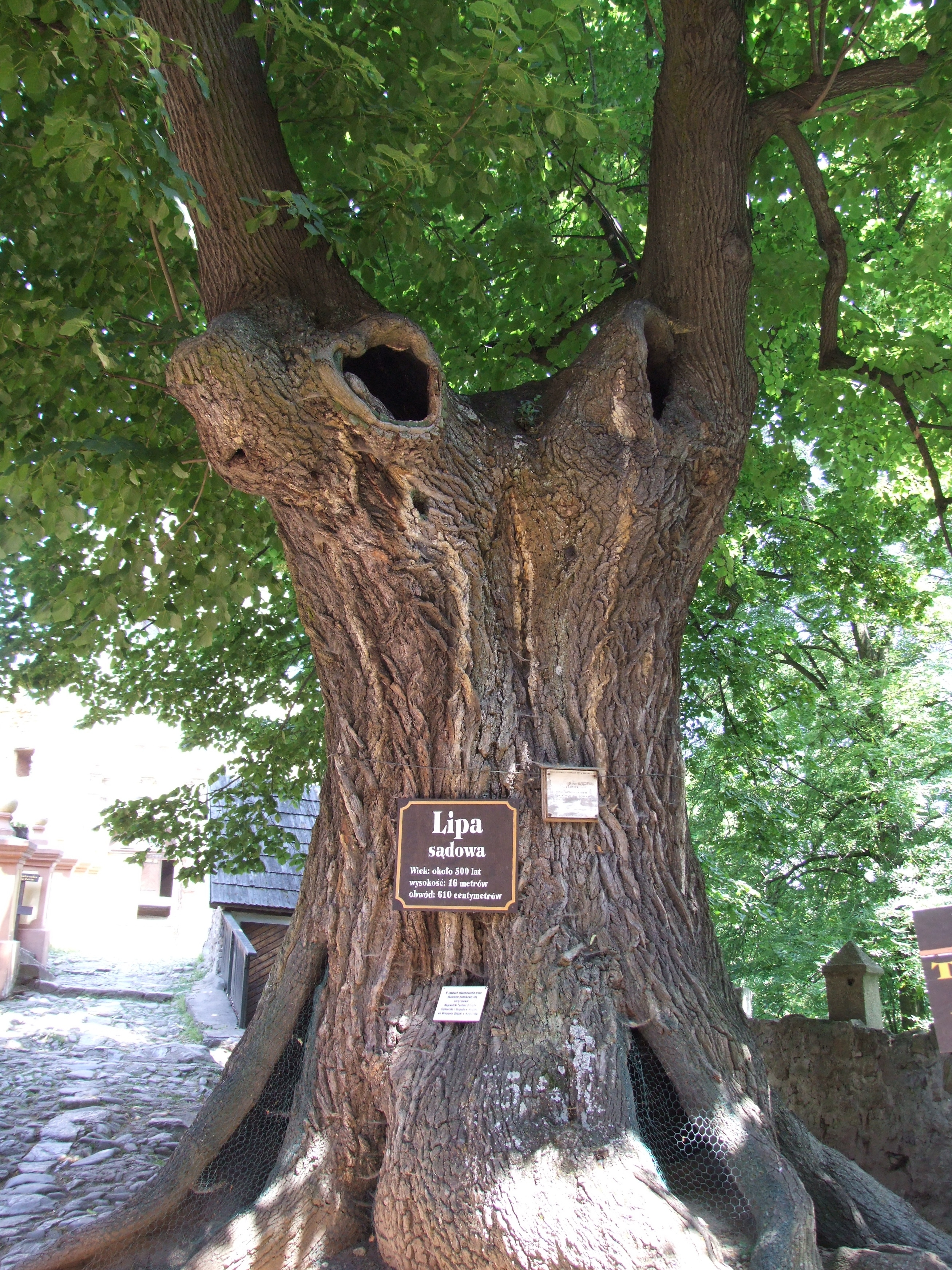
500-letnia lipa sądowa w Zagórzu Śląskim

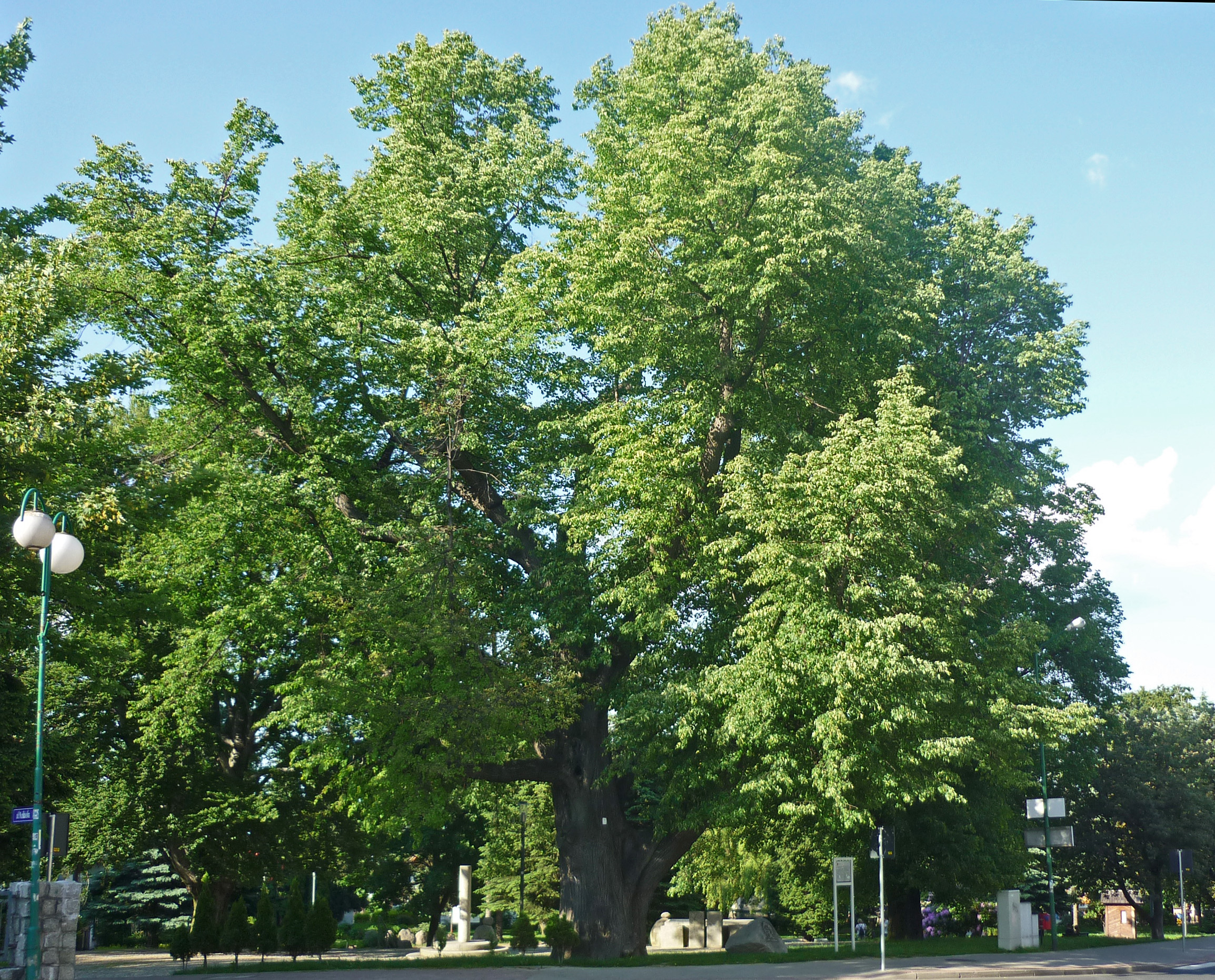
Lipa sądowa w Karpaczu

Lipa sądowa (niem. Gerichtslinde) – w średniowieczu i wczesnych czasach nowożytnych określenie drzewa, pod którym ogłaszano wyroki sądowe, nawiązujące do obowiązującej zasady orzekania pod gołym niebem.

## Historia
Jawność rozstrzygania sporów przez sądy już od czasów starożytnych trwale zapisała się w kulturze, m.in. poprzez rozstrzyganie pod gołym niebem oraz przy nieograniczonym dostępie obywateli. Również w średniowieczu w chrześcijańskiej Europie obowiązywała zasada, że sądy boże muszą być jawne i przeprowadzane pod gołym niebem (taki warunek był zapisany m.in. w Zwierciadle saskim, obowiązującym też na ziemiach polskich). Wybór szczególnego miejsca podnosił rangę wydawanych orzeczeń i rozstrzygnięć. Służyły temu miejsca charakterystyczne, jak pagórki, kamienie kultowe, mosty, skrzyżowania dróg, bramy miast i stare drzewa. Łączność z niebem, tak jak jawność i forma ustna, były w średniowieczu obowiązujące. Wśród charakterystycznych drzew szczególną rolę zajmowały lipy, które w wielu kulturach (m.in. w germańskiej i słowiańskiej) były czczone jako święte drzewo. Drzewo to stało się z czasem symbolem i synonimem sprawiedliwości. Obok miejsca sądzenia często znajdowało się także narzędzie do jego wykonania czyli miejski pręgierz, a miejsce takie nazywano placem sędziowskim.